# Slovenski pozdrav
Slovenski pozdrav je bila slovenska glasbeno-razvedrilna oddaja, ki jo je predvajala Televizija Slovenija. Prva oddaja je bila izdana 4. oktobra 2013, zadnja pa 18. decembra 2020. Voditelj oddaje je bil sprva le Blaž Švab, nato pa se mu je kot sovoditeljica pridružila Darja Gajšek. V sklopu oddaje je večkrat potekal izbor Slovenska polka in valček, nekaj let je bila izvedena tudi silvestrska edicija Silvestrski pozdrav. Kot hišni ansambel so v oddaji igrali Poskočni muzikanti. 

## Ime oddaje
Oddaja je bila poimenovana po istoimenski skladbi Slavka in Vilka Avsenika Slovenski pozdrav. Prvih nekaj sezon je skladba služila kot uvodna špica. 

## Prizorišče
Oddaja je bila posneta v Gostilni pri Jožovcu v Begunjah na Gorenjskem, legendarni gostilni družine Avsenik. 

## Spor o formatu
Format oddaje je bil predmet spora med RTV Slovenija in podjetjem Bumerang zakoncev Natalije Verboten ter Dejana Bojiča; slednja sta se leta 2013 prijavila na razpis RTV Slovenija za novo zabavno-glasbeno televizijsko oddajo. Njun predlog "Hit parade" ni bil izbran, sta pa v oddaji Slovenski pozdrav zaznala elemente svoje oddaje, pod katero pa so bili podpisani drugi ustvarjalci. Podjetje Bomerang je zato tožilo RTV Slovenija; sodišče je dosodilo, da je pri formatu oddaje šlo za krajo avtorskih pravic. Ker je oddaja Slovenski pozdrav kljub sodbi ostala na sporedu, sta zakonca Verboten Bojič uspešno tožila RTV Slovenija zaradi nadalnjega kršenja moralnih avtorskih pravic. Skupna vrednost odškodnin naj bi nanesla okoli 163 tisoč evrov.